# Hystéron-protéron
L’hystéron-protéron ou hystérologie (issu du grec : ὕστερον / hústeron « dernier » et πρότερον / próteron « premier ») est une figure de rhétorique qui consiste à présenter les termes (mots ou propositions) d’une phrase dans un ordre contraire à la chronologie ou à la logique. Le but est d'attirer l'attention sur l'idée la plus importante en la plaçant en premier.
Exemples :
- « Moriamur, et in media arma ruamus » (« Mourons et précipitons-nous au milieu des armes », Virgile, Énéide, II, 353) : logiquement la phrase est « Précipitons-nous au milieu des armes et mourons », mais c'est l'action de mourir que Virgile a privilégiée.

- « Le vieillard qui revient à la source première /Entre aux jours éternels et sort des jours changeants, »

Victor Hugo, Booz endormi : dans le second vers la chronologie est inversée.
- « Mettre la charrue avant les bœufs » , Proverbe

- « Why, here in Denmark. I have been sexton here, man and boy, thirty years » (« Eh bien ici, au Danemark. Je suis sacristain ici, homme et enfant, depuis trente ans », William Shakespeare, Hamlet, acte V, scène 1) : le premier bouffon (fossoyeur) qui parle ici, a évidemment d'abord été enfant, puis homme. L'auteur a choisi de mettre en exergue l'état d'homme aux dépens de l'enfant[1].